# Rebeca Monroy Nasr
Rebeca Monroy Nasr (Ciudad de México, 24 de diciembre de 1958) es una escritora e investigadora mexicana, ganadora del Premio "Clementina Díaz y de Ovando", otorgado por el Instituto Nacional de Estudios Históricos de las Revoluciones de México, en 2019.
En 1987, obtuvo la licenciatura en artes visuales, en la Universidad Nacional Autónoma de México. En 1997, obtuvo el doctorado en historia del arte, en esa misma universidad.
En el 2008, fundó el Seminario La Mirada Documental, que se lleva a cabo en el Instituto Mora y del cual es co-coordinadora.
Por sus aportes a la enseñanza, la investigación y difusión de la fotografía, recibió el Premio Biblos al Mérito 2017.

## Obras
- Historias para ver: Enrique Díaz, fotorreportero. 2003. México: Instituto de Investigaciones Estéticas-Universidad Nacional Autónoma de México.
- Ases de la cámara: textos sobre la fotografía mexicana. 2010. México: Instituto Nacional de Antropología e Historia.
- Con el deseo en la piel. Un episodio de la fotografía documental a fines del siglo XX. 2017. México: Universidad Autónoma Metropolitana-Unidad Xochimilco/Coordinación de Extensión Universitaria.
- La imagen cruenta: centenario de la Decena Trágica. Rebeca Monroy Nasr y Samuel L. Villela F, coord. 2017. CDMX: Secretaría de Cultura/INAH/Dirección General de Publicaciones.[6]
- Nota roja: Lo anormal y lo criminal en la historia de México. Rebeca Monroy Nasr, Gabriela Pulido Llano y José Mariano Leyva, coord., 2018. México: Secretaría de Cultura/Instituto Nacional de Antropología e Historia.
- María Teresa de Landa, una miss que no vio el universo. 2018. México: Secretaría de Cultura/Instituto Nacional de Antropología e Historia. (Acerca de la historia de María Teresa de Landa, la primera ganadora de Miss México, en 1928.)[7]